# Porto Tolero
Porto Tolero (in croato Ploče) è una città di 10 102 abitanti (di cui 5 871 residenti nel capoluogo) della Croazia, nella Regione raguseo-narentana. All'epoca del governo del maresciallo Josip Broz Tito la località assunse il nome di Kardeljevo, in onore di Edvard Kardelj, ministro degli Esteri jugoslavo dell'epoca e maggiore teorico della via jugoslava al socialismo.
La città è un importante porto della Croazia. Essa si trova sul delta del fiume Narenta, lungo la costa del mare Adriatico; funge da principale porto per la Bosnia ed Erzegovina e come punto terminale del Corridoio paneuropeo 5C.

## Storia
Venne fondata, nei pressi dell'attuale insediamento di Vido, dai Greci nel IV secolo a.C. per poi divenire nel tempo un importante centro commerciale e un centro urbano già nel II secolo a.C.
Nel I secolo a.C., come tutte le colonie greche, dopo una lunga lotta contro le tribù illiriche stanziate nei pressi, venne conquistata dall'Impero romano divenendo Colonia Iulia Narona, un vivace centro militare, amministrativo, giudiziario e culturale.
Caduto l'Impero Romano d’Occidente nel 476 d.C., subì un marcato declino, aiutato anche dalla calata nel VII secolo degli Avari e Croati; questi ultimi fondarono il Principato Narentano, popolato da abili navigatori, nonché da famigerati pirati capitanati dal principe croato Domagoj (che divenne, una volta usurpato il trono di Zdeslav, duca della Dalmazia croata).
Dopo la sconfitta di Domagoj (e dei suoi alleati Franchi), anche grazie alla flotta veneziana, entrò nella sfera d'influenza bizantina.

Caduto l'Impero bizantino, nel XIV secolo la valle della Narenta venne governata dai principi bosniaci, e poi dai Turchi che nel XV secolo conquistarono la Bosnia; nella parte costiera dalmata invece si affermò dal 1420 la Serenissima, che fino al 1797 governò Porto Tolero.
Secondo i documenti storici custoditi nell'archivio di Dubrovnik, il primo ricordo di Porto Tolero risale al 1387 e riguarda un atto di compravendita (... ad quedum locum dictum la Ploca que est in fluminis Narenti).
Dopo l'intermezzo napoleonico, in cui il territorio venne annesso prima al Regno d'Italia, poi alle Province illiriche direttamente controllate dall'Impero francese, con il Congresso di Vienna (1815) viene annessa, assieme a tutta la Dalmazia, all'Impero austriaco, a cui rimane legata fino al termine della prima guerra mondiale.
Passò quindi, come tutta la Dalmazia, sotto il Regno dei Serbi, Croati e Sloveni cambiando nome in Aleksandrovo.
La città venne occupata nel 1941 dalle forze dell'Asse, e fu inglobata nello Stato Indipendente di Croazia.
Cessato il secondo conflitto mondiale, dal 1945 entrò a far parte della Repubblica Socialista di Croazia e, di conseguenza, della Repubblica Socialista Federale di Jugoslavia, assumendo alternativamente (tra il 1950 e il 1954 e tra il 1980 e il 1990) anche il nome Kardeljevo in onore di Edvard Kardelj.
Attualmente è collegata con la Bosnia-Erzegovina attraverso una ferrovia e con l'autostrada A1 (entro il 2008) con il resto della Croazia.
Il nome veneziano della città è ancora utilizzato dalla locale squadra di calcio.

## Geografia antropica

### Insediamenti
La città di Porto Tolero è suddivisa in 9 insediamenti (naselja), di seguito elencati. Tra parentesi il nome in lingua italiana, generalmente desueto.
- Baćina (Baccina[12]): 572 ab.
- Banja (Bània): 173 ab.
- Komin (Comino[12] o Comin[13]): 1.243 ab.
- Peračko Blato: 288 ab.
- Plina Jezero (Plina): 44 ab.
- Porto Tolero - Ploče, sede comunale: 6.013 ab.
- Rogotin: 665 ab.
- Staševica (Stascevizza): 902 ab.
- Šarić Struga: 235 ab.